# Rodrigo Cortés

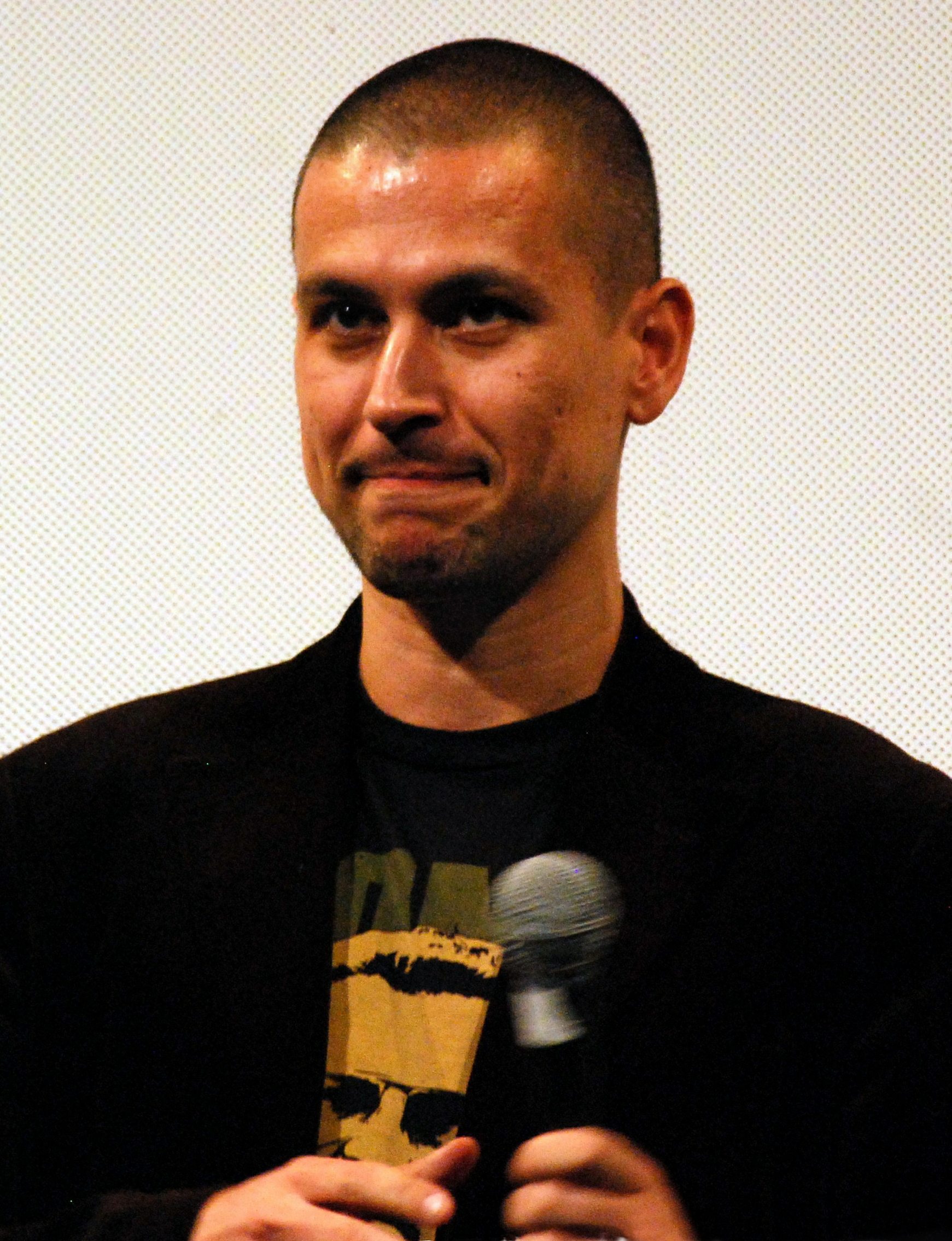
Rodrigo Cortés

Rodrigo Cortés Giráldez (* 31. Mai 1973 in Pazos Hermos, Provinz Ourense, Galicien, Spanien) ist ein spanischer Filmregisseur, Filmproduzent, Drehbuchautor, Filmeditor und gelegentlich Schauspieler.

## Karriere
Cortés’ Leidenschaft zum Film begann bereits sehr früh. Mit 16 hatte er bereits seinen ersten Kurzfilm auf Super 8 Film gemacht. 1998 führte er Regie beim Kurzfilm Yul, welcher über 20 Preise gewann. 2001 veröffentlichte er 15 Days, eine Fake-Reportage in der Form eines längeren Kurzfilms, welcher über 57 Preise gewann und damit der spanische Film mit den meisten Preisen ist.
2007 führte er bei The Contestant (Concursante auf Spanisch) Regie, welcher sein erster längerer Spielfilm war. Dieser wurde von den Kritikern sehr gelobt und gewann zahlreiche Preise, unter anderem den Kritikerpreis beim Málaga Film-Festival. 2010 war er als Regisseur und Editor des Films Buried – Lebend begraben tätig. Der Film feierte seine Premiere auf dem Sundance Film Festival und bekam beachtlichen Zuspruch. 2011 führte Cortés bei dem Psycho-Thriller Red Lights Regie, in welchem unter anderem Robert De Niro, Sigourney Weaver und Cillian Murphy mitspielten. Der Film feierte auf dem Sundance Film Festival 2012 seine Premiere. 2012 lief sein Psychothriller Emergo (Apartment 143) an.

## Filmografie (Auswahl)
B=Drehbuch, D=Darsteller, P=Produktion, R=Regie, S=Schnitt,
- 1998: Yul (B, D, R, P, S)
- 2000: 15 Tage (15 días) (B, D, R, P, S)
- 2007: Dirty Devil (B, D, R, P, S)
- 2007: The Contestant (Concursante) (B, R, S)
- 2010: Buried – Lebend begraben (Buried) (R, S)
- 2011: Apartment 143 – Residenz des Bösen (Emergo) (B, P, S)
- 2012: Red Lights (B, R, S)
- 2013: Grand Piano – Symphonie der Angst (Grand Piano) (P)
- 2018: Down a Dark Hall (R, S)